# Манті (Міссісіпі)
Манті (англ. Mantee) — селище (англ. village) в США, в окрузі Вебстер штату Міссісіпі. Населення — 237 осіб (2020).

## Географія
Манті розташоване за координатами 33°43′5″ пн. ш. 89°3′33″ зх. д. / 33.71806° пн. ш. 89.05917° зх. д. (33.718097, -89.059267).  За даними Бюро перепису населення США в 2010 році селище мало площу 11,93 км², з яких 11,63 км² — суходіл та 0,30 км² — водойми.

## Демографія
Згідно з переписом 2010 року, у селищі мешкали 232 особи в 95 домогосподарствах у складі 70 родин. Густота населення становила 19 осіб/км².  Було 115 помешкань (10/км²).
Расовий склад населення:
| - 99,1 % — білих - 0,4 % — чорних або афроамериканців |

До двох чи більше рас належало 0,4 %. Частка іспаномовних становила 0,0 % від усіх жителів.
За віковим діапазоном населення розподілялося таким чином: 25,0 % — особи молодші 18 років, 57,8 % — особи у віці 18—64 років, 17,2 % — особи у віці 65 років та старші. Медіана віку мешканця становила 41,5 року. На 100 осіб жіночої статі у селищі припадало 78,5 чоловіків;  на 100 жінок у віці від 18 років та старших — 83,2 чоловіків також старших 18 років.
Середній дохід на одне домашнє господарство  становив 55 217 доларів США (медіана — 49 375), а середній дохід на одну сім'ю — 57 760 доларів (медіана — 49 727). За межею бідності перебувало 5,4 % осіб, у тому числі 11,2 % дітей у віці до 18 років та 1,1 % осіб у віці 65 років та старших.
Цивільне працевлаштоване населення становило 97 осіб. Основні галузі зайнятості: освіта, охорона здоров'я та соціальна допомога — 43,3 %, роздрібна торгівля — 12,4 %, сільське господарство, лісництво, риболовля — 12,4 %.